# Ryszard Zieliński (ekonomista)
Ryszard Zieliński – polski ekonomista, doktor habilitowany nauk ekonomicznych.

## Życiorys
W 1963 r. ukończył studia ekonomiczne na Uniwersytecie Warszawskim, w 1972 r. obronił pracę doktorską, w 1987 r. habilitował się. Został pracownikiem naukowym na Uniwersytecie Łódzkim, w Politechnice Warszawskiej, w Wyższej Szkole Handlowej im. Bolesława Markowskiego w Kielcach, oraz w Akademii Nauk Stosowanych im. prof. Edwarda Lipińskiego w Kielcach.